# Joanna Haartti
Joanna Haartti (* 14. April 1979) ist eine finnische Schauspielerin.

## Leben
Joanna Haartti studierte Sprachen und Drama an der Hanna Snellman Universität. Ihr Schauspielstudium schloss sie 2008 an der Theaterakademie Helsinki ab. Neben ihrem Engagement am Finnischen Nationaltheater arbeitet Haarti bereits seit 2007 als Schauspielerin für Film und Fernsehen. Ihr Leinwanddebüt gab sie in einer kleinen Nebenrolle in dem Drama Miehen työ. Im Fernsehen war sie auch zum ersten Mal in einer kleinen Nebenrolle in der 2007 ausgestrahlten Fernsehkomödie Katve zu sehen.
Haarti ist mit der Schauspielerin Minna Haapkylä liiert.

## Filmografie
- 2007: Katve
- 2007: Miehen työ
- 2012: Pitääkö mun kaikki hoitaa?
- 2014: Wie weit gehen? (Raja, Fernsehserie, eine Folge)
- 2016: Der glücklichste Tag im Leben des Olli Mäki (Hymyilevä mies)
- 2020: Tove